# Calliphora rufipalpis
Calliphora rufipalpis är en tvåvingeart som först beskrevs av Macquart 1834.  Calliphora rufipalpis ingår i släktet Calliphora och familjen spyflugor.
Artens utbredningsområde är Frankrike. Inga underarter finns listade i Catalogue of Life.